# Europacup II 1966/67
De 7de editie van de Beker der Bekerwinnaars werd door Bayern München gewonnen in de finale tegen Glasgow Rangers.
32 clubs schreven zich in, waaronder 28 bekerwinnaars. Servette FC, Rapid Wien en Tatran Presov waren bekerfinalist en Borussia Dortmund was als titelverdediger rechtstreeks geplaatst.

## Voorronde
| Team #1         | tot.  | Team #2       | 1ste wed | 2de wed |
| --------------- | ----- | ------------- | -------- | ------- |
| Valur Reykjavík | 2 - 9 | Standard Luik | 1 - 1    | 1 - 8   |

## Eerste ronde
| Team #1            | tot.  | Team #2             | 1ste wed | 2de wed |
| ------------------ | ----- | ------------------- | -------- | ------- |
| OFK Belgrado       | 1 - 6 | FC Spartak Moskou   | 1 - 3    | 0 - 3   |
| SK Rapid Wien      | 9 - 3 | Galatasaray SK      | 4 - 0    | 5 - 3   |
| Shamrock Rovers    | 8 - 2 | Spora Luxemburg     | 4 - 1    | 4 - 1   |
| TJ Tatran Prešov   | 3 - 4 | Bayern München      | 1 - 1    | 2 - 3   |
| ACF Fiorentina     | 3 - 4 | Raba ETO Győr       | 1 - 0    | 2 - 4   |
| AEK Athene         | 2 - 4 | SC Braga            | 0 - 1    | 2 - 3   |
| BSG Chemie Leipzig | 5 - 2 | Legia Warschau      | 3 - 0    | 2 - 2   |
| Standard Luik      | 6 - 1 | Apollon Limassol FC | 5 - 1    | 1 - 0   |
| Servette Genève    | 3 - 2 | Åbo IFK             | 1 - 1    | 2 - 1   |
| Floriana FC        | 1 - 7 | Sparta Rotterdam    | 1 - 1    | 0 - 6   |
| RC Strasbourg      | 2 - 1 | Steaua Boekarest    | 1 - 0    | 1 - 1   |
| Swansea Town       | 1 - 5 | Slavia Sofia        | 1 - 1    | 0 - 4   |
| Glentoran FC       | 1 - 5 | Rangers FC          | 1 - 1    | 0 - 4   |
| Borussia Dortmund  | Bye   |                     | -        | -       |
| Skeid Oslo         | 4 - 5 | Real Zaragoza       | 3 - 2    | 1 - 3   |
| Aalborg BK         | 1 - 2 | Everton FC          | 0 - 0    | 1 - 2   |

## Tweede ronde
| Team #1            | tot.     | Team #2           | 1ste wed | 2de wed |
| ------------------ | -------- | ----------------- | -------- | ------- |
| FC Spartak Moskou  | 1 - 2    | SK Rapid Wien     | 1 - 1    | 0 - 1   |
| Shamrock Rovers    | 3 - 4    | Bayern München    | 1 - 1    | 2 - 3   |
| Raba ETO Győr      | 3 - 2    | SC Braga          | 3 - 0    | 0 - 2   |
| BSG Chemie Leipzig | 2 - 2(u) | Standard Luik     | 2 - 1    | 0 - 1   |
| Servette Genève    | 2 - 1    | Sparta Rotterdam  | 2 - 0    | 0 - 1   |
| RC Strasbourg      | 1 - 2    | Slavia Sofia      | 1 - 0    | 0 - 2   |
| Rangers FC         | 2 - 1    | Borussia Dortmund | 2 - 1    | 0 - 0   |
| Real Zaragoza      | 2 - 1    | Everton FC        | 2 - 0    | 0 - 1   |

## Kwartfinale
| Team #1         | tot.         | Team #2        | 1ste wed | 2de wed |
| --------------- | ------------ | -------------- | -------- | ------- |
| SK Rapid Wien   | 1 - 2 (n.v.) | Bayern München | 1 - 0    | 0 - 2   |
| Raba ETO Győr   | 2 - 3        | Standard Luik  | 2 - 1    | 0 - 2   |
| Servette Genève | 1 - 3        | Slavia Sofia   | 1 - 0    | 0 - 3   |
| Rangers FC      | 2 - 2 (k)    | Real Zaragoza  | 2 - 0    | 0 - 2   |

## Halve finale
| Team #1        | tot.  | Team #2       | 1ste wed | 2de wed |
| -------------- | ----- | ------------- | -------- | ------- |
| Bayern München | 5 - 1 | Standard Luik | 2 - 0    | 3 - 1   |
| Slavia Sofia   | 0 - 2 | Rangers FC    | 0 - 1    | 0 - 1   |

## Finale
| Team #1        | Uitsl.       | Team #2    |
| -------------- | ------------ | ---------- |
| Bayern München | 1 - 0 (n.v.) | Rangers FC |